# Alexandra Kautzky-Willer
Alexandra Kautzky-Willer (* 18. April 1962 in Wien) ist eine österreichische Fachärztin für Innere Medizin und seit 2010 Professorin für Gendermedizin an der Medizinischen Universität Wien.

## Leben
Nach der Matura im Jahre 1980 begann Alexandra Willer ein Medizinstudium an der Universität Wien, welches sie 1988 mit der Promotion zur Doktorin der gesamten Heilkunde abschloss. 
Von 1988 bis 1990 war Alexandra Kautzky-Willer unter Guntram Schernthaner und Rudolf Prager wissenschaftliche Mitarbeiterin an der 2. Medizinischen Universitätsklinik in Wien. 1990 bekam sie eine Stelle als Universitätsassistentin an der Universität Wien und war als solche noch bis 1991 an der 2. Medizinischen Universitätsklinik tätig. Seit 1991 ist sie nun an der Universitätsklinik für Innere Medizin III des Allgemeinen Krankenhauses der Stadt Wien. 1997, ein Jahr nachdem sie die Ausbildung zur Fachärztin für Innere Medizin abgeschlossen hatte, habilitierte sie an der Medizinischen Fakultät der Universität Wien mit einer Arbeit über die „Rolle der Sekretion von Insulin und Amylin, sowie der hepatischen Insulinextraktion bei Insulinresistenz“ und wurde zur Universitätsdozentin für das Fach Innere Medizin ernannt. 1998 wurde ihr der Amtstitel Außerordentliche Universitätsprofessorin verliehen. Im darauf folgenden Jahr erhielt sie das Zusatzfachdekret für Endokrinologie und Stoffwechsel. Seit 2002 ist sie als Oberärztin der Universitätsklinik für Innere Medizin III tätig.
Mit 1. Jänner 2010 wurde Alexandra Kautzky-Willer erste Professorin für Gendermedizin Österreichs an der Medizinischen Universität Wien. Im Zuge der Verleihung dieser Professur wurde von ihr die Gender Medicine Unit gegründet. Im selben Jahr übernahm sie dann auch die Leitung des ersten postgraduellen Universitätslehrgangs für Gender Medicine in Europa.
Im Jahr 2016 wechselte sie vom Vorstand des Vereins zur Förderung von Wissenschaft und Forschung in den neuen Universitätskliniken am Allgemeinen Krankenhaus der Stadt Wien in den Beirat und war ab 2016 außerdem stellvertretende Vorsitzende der Österreichischen Diabetesgesellschaft. Seit Oktober 2017 ist Alexandra Kautzky-Willer wissenschaftliche Leiterin des Instituts für Gendermedizin in Gars am Kamp, einer Gesundheitseinrichtung der VAMED in Kooperation mit der Medizinischen Universität Wien. Im Jänner 2018 wurde sie zur Präsidentin der Österreichischen Diabetesgesellschaft gewählt.

### Privates
Sie ist verheiratet mit Michael Kautzky, der als Facharzt für Hals-Nasen-Ohren-Krankheiten am Allgemeinen Krankenhaus Wien (AKH) tätig ist und hat einen Sohn.

## Forschung
Forschungsschwerpunkte von Alexandra Kautzky-Willer sind Schwangerschaftsdiabetes, Genderaspekte bei Diabetes mellitus, sowie der Insulinresistenz und der Funktion der β-Zellen.
Als Mitglied der Ausschüsse der Österreichischen Diabetes Gesellschaft für Diabetesprävention und Behandlungsleitlinien arbeitete sie an der 2009 überarbeiteten und erweiterten Fassung von „Diabetes mellitus – Leitlinien für die Praxis“ mit. Ihre Themen sind die antidiabetische Therapie bei Diabetes mellitus (Diabetes Typ 2), die Therapie mit Insulin bei Diabetes mellitus, die diabetische Nephropathie, Schwangerschaft bei vorbestehendem Diabetes und Schwangerschaftsdiabetes. Sie ist auch Co-Autorin bei den Evidenz-basierten Leitlinien und den Praxis-Leitlinien der Deutschen Diabetes-Gesellschaft zu Diabetes und Schwangerschaft und Schwangerschaftsdiabetes. 2010 war Alexandra Kautzky-Willer als Vertreterin der Diabetes and Pregnancy Study Group (DPSG) der European Association for the Study of Diabetes (EASD) an der Festlegung der neuen internationalen Kriterien zur Diagnose des Schwangerschaftsdiabetes beteiligt.
Ein weiterer Schwerpunkt von Alexandra Kautzky-Willer liegt auf der Untersuchung von Genderaspekten bei Übergewicht, Adipositas und Adipokinen. 

## Auszeichnungen
- 2015 wurde sie mit dem Gabriele-Possanner-Staatspreis ausgezeichnet.[10]
- 2016 wurde Alexandra Kautzky-Willer der „look! Women of the Year“-Award in der Kategorie Health verliehen und als Wissenschafterin des Jahres vom Klub der Bildungs- und Wissenschaftsjournalisten ausgezeichnet.[11][12][13]
- 2021: Wiener Frauenpreis in der Kategorie Gendermedizin[14]
- 2023: Grete-Rehor-Preis in der Kategorie Bildung, Wissenschaft und Arbeitswelt[15]

## Werke
Alexandra Kautzky-Willer ist Autorin und Co-Autorin wissenschaftlicher Publikationen, von Buchbeiträgen und Leitlinien. Die Medizinische Literaturdatenbank PubMed listet über 400 Beiträge mit ihrer Beteiligung auf. und ihr h-Index beträgt 19 (Stand 2023).

### Bücher
- Alexandra Kautzky-Willer, Elisabeth Tschachler: Gesundheit: Eine Frage des Geschlechts. 1. Auflage. Orac, Wien 2012, ISBN 978-3-7015-0541-8.
- Alexandra Kautzky-Willer (Hrsg.): Gendermedizin. 1. Auflage. UTB Böhlau, Wien 2012, ISBN 978-3-8252-3646-5.
- Alexandra Kautzky-Willer, Yvonne Winhofer: Diabetes. Vorsorgen, rechtzeitig erkennen und richtig behandeln. 1. Auflage. Manz, Wien 2016, ISBN 978-3-214-00991-5.